# Neorhamnusium
Neorhamnusium is een kevergeslacht uit de familie van de boktorren (Cerambycidae). De wetenschappelijke naam van het geslacht werd voor het eerst geldig gepubliceerd in 1976 door Hayashi.

## Soorten
Neorhamnusium omvat de volgende soorten:
- Neorhamnusium rugosipenne (Pic, 1939)
- Neorhamnusium taiwanum Hayashi & Ando, 1976